# Tórshavni kikötő

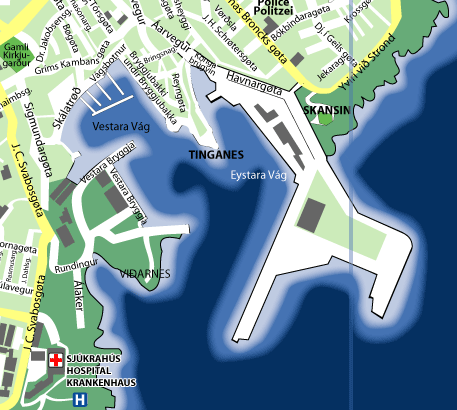
A kikötő térképe

A tórshavni kikötő Feröer legnagyobb komp- és kereskedelmi kikötője. Évente mintegy 3200 hajó és 500 000 tonna áru fordul meg itt. A feröeriek fővárosukat, Tórshavnt legtöbbször csak Havnnak (kikötő) nevezik.
A kikötő mintegy 200 000 m²-en terül el. A kikötőhelyek összhossza 1430 m, a kikötőmedence legnagyobb mélysége 9,3 m. A rakpartok menti partszakasz mintegy 2 kilométer hosszú, és kedvelt sétaútnak számít mind a turisták, mind a helyiek körében.
A kikötőmedencét a Tinganes félsziget két részre tagolja:
- Eystaravág (Keleti-öböl): ez a komp- és kereskedelmi kikötő. Itt kötnek ki a nagy komphajók (pl. a Norröna és az M/F Smyril) és teherhajók, valamint innen indulnak a Strandfaraskip Landsins távolsági buszjáratai is. E fölött a rész fölött áll a Skansin erőd világítótornyával együtt.
- Vestaravág (Nyugati-öböl): ez a halászkikötő, és itt található a hajógyár is. Ez egyébként nem a legnagyobb halászkikötő az országban, az ugyanis Klaksvíkban található.

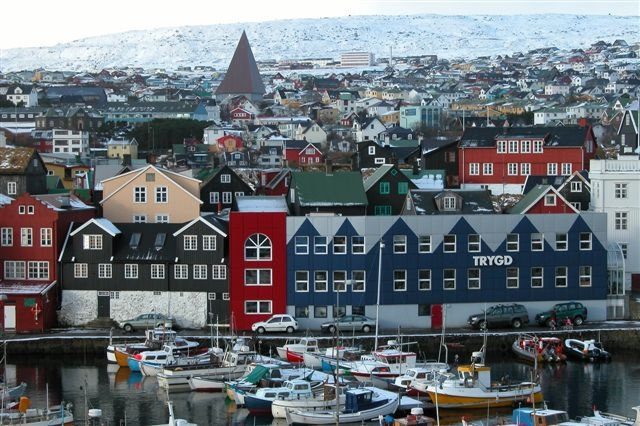
Vestaravág

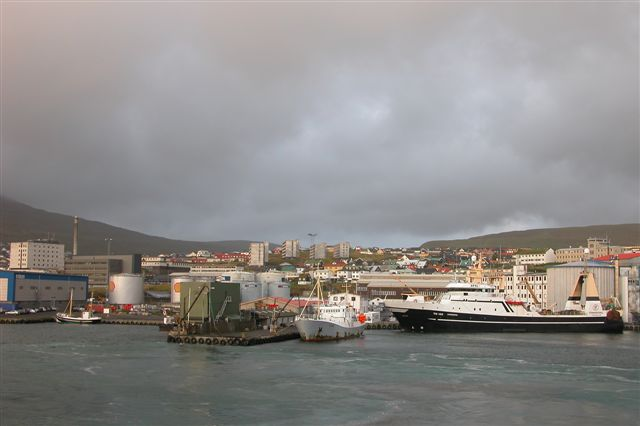
A kikötő